# Сэтмэряну, Лайош
Лайош (Людовик) Сэтмэряну (рум. Lajos (Ludovic) Sătmăreanu); при рождении Лайош Сатмари (венг. Szatmári Lajos); 21 февраля 1944, Салонта, Бихор — 30 июня 2025) — румынский футболист, защитник.

## Карьера

### Клубная карьера
Сэтмэряну начал играть в футбол в команде из своего родного города Салонта «Стэруинца», из которой затем перешёл в «Кришану».
В этой команде в сезоне 1962/63 он сыграл свой первый матч на профессиональном уровне. В 1963—1965 годах Сэтмэряну выступал за клубы «УТА» и «Тыргу-Муреш». Летом 1965 года он перешёл в «Стяуа», где начал играть на позиции правого защитника. В общей сложности отыграл за команду следующие десять сезонов своей игровой карьеры, являясь основным игроком защиты клуба. В составе «Стяуа» Сэтмэряну становился чемпионом Румынии и пять раз выигрывал Кубок Румынии.
В 1975 году перешёл в «Бихор», а затем начал играть за клуб «Прогресул», где в 1977 году завершил карьеру футболиста.

### Карьера в сборной
4 января 1967 года дебютировал в официальных матчах в составе национальной сборной Румынии в матче против сборной Уругвая.
В составе сборной был участником чемпионата мира 1970 года в Мексике, на котором принял участие во всех трёх матчах, но команда не преодолела групповой этап.
Всего в период карьеры в сборной, продолжавшейся 6 лет, провёл в её составе 44 матча, забив 1 гол.

### Тренерская карьера
По завершении игровой карьеры Сэтмэряну стал тренером молодёжного клуба «Стяуа», который тренировал на протяжении 34 лет.

### Смерть
Скончался 30 июня 2025 года в возрасте 81 года.

## Достижения
«Стяуа»
- Чемпион Румынии: 1967/68
- Обладатель Кубка Румынии: 1965/66, 1966/67, 1968/69, 1969/70, 1970/71

«Прогресул»
- Чемпион Второй лиги Румынии: 1975/76